# 加尔加斯
加尔加斯（法語：Gargas，法語發音：[ɡaʁɡas]）是法国普罗旺斯-阿尔卑斯-蔚蓝海岸大区沃克吕兹省的一个市镇，属于阿普特区。

## 地理
加尔加斯（43°54'7"N, 5°21'31"E）面积14.9 平方千米，位于法国普罗旺斯-阿尔卑斯-蔚蓝海岸大区沃克吕兹省，该省份为法国东南部内陆省份，北起德龙省，西北接阿尔代什省，西接加尔省，南至罗讷河口省，东南角与瓦尔省接壤，东临上普罗旺斯阿尔卑斯省。
与加尔加斯接壤的市镇（或旧市镇、城区）包括：阿普特、博尼约、鲁西永、圣萨蒂南莱萨普特。
加尔加斯的时区为UTC+01:00、UTC+02:00（夏令时）。

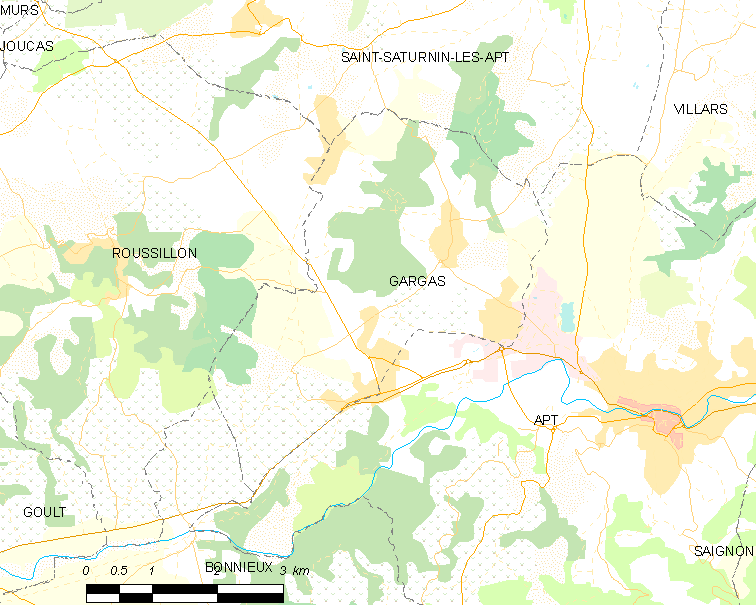
加尔加斯的OSM定位图

## 行政
加尔加斯的邮政编码为84400，INSEE市镇编码为84047。

## 政治
加尔加斯所属的省级选区为阿普特县。

## 人口

1962-2008年间加尔加斯人口变化图示

加尔加斯于2022年1月1日时的人口数量为3020人。